# Les Cinq Fausses Pistes
Les Cinq Fausses Pistes (Lord Peter en Écosse)  — The Five Red Herrings dans l'édition originale britannique — est un roman policier publié par Dorothy L. Sayers en 1931. C'est le 6e roman de la série mettant en scène Lord Peter Wimsey, l'aristocrate détective amateur.

## Résumé
À Galloway, en Écosse, où les splendides paysages maritimes attirent une importante faune artistique, le peintre Sandy Campbell, dont la réputation d’ivrogne querelleur n’est plus à faire, meurt accidentellement.  
Lord Peter, qui s’offre un séjour dans la région pour s’adonner à la pêche, s’intéresse de près à l’affaire. Bientôt, il met en évidence certains indices qui prouvent que la mort n’a rien d’accidentel et que la victime a bien été assassinée.  Cela étant établi, difficile maintenant de mettre la main au collet du coupable, puisque tous les artistes du coin avaient de forts bonnes raisons de se débarrasser de Campbell...

## Personnages
- Lord Peter Wimsey : détective amateur et aristocrate raffiné.
- Mervyn Bunter : fidèle valet de Lord Peter.
- Sandy Campbell : artiste.
- Hugh Farren :  artiste.
- Gilda Farren :  épouse de Mr Farren, amie de Campbell
- Henry Strachan : secrétaire du club de golf et artiste.
- Matthew Gowan : riche et célèbre artiste.
- Alcock, Mrs. Alcock, Hammond, Betty : domestiques de Mr Gowan
- Jock Graham : artiste et braconnier.
- Michael Waters : artiste.
- John Ferguson : artiste, voisin de Sandy Campbell.
- Miss Selby et Miss Cochran : artistes.
- L’inspecteur Macpherson : enquêteur officiel chargé de l’affaire.
- Sir Maxwell Jamieson : chef de police de la région.
- Sergent Dalziel : policier

## Particularité du roman
À la parution du roman, Dorothy L. Sayers a précisé qu'une grande part de la solution finale de l'intrigue avait été calquée sur celle d'un roman de J. J. Connington, Le Crime du rail (The Two Tickets Puzzle), paru en 1930.

## Éditions
Éditions originales en anglais
- (en) Dorothy L. Sayers, The Five Red Herrings, Londres, Victor Gollancz Limited, 1931
- (en) Dorothy L. Sayers, Suspicious Characters, New York, Brewer, Warren and Putnam, 1931

Éditions françaises
- (fr) Dorothy L. Sayers (auteur) et Marthe Chaumié (traducteur), Lord Peter en Écosse [« The Five Red Herrings »], Londres, Nicholson and Watson, coll. « La Tour de Londres no 1 », 1947, 383 p. (BNF 32607227)
- (fr) Dorothy L. Sayers (auteur) et Henri Thiès (traducteur), Les Cinq Fausses Pistes (Lord Peter en Écosse) [«  The Five Red Herrings »], Paris, Librairie des Champs-Élysées, coll. « Le Masque no 492 », 1954, 243 p. (BNF 32607228) Cette édition donne en couverture le titre du roman et, en sous-titre, le titre de la première traduction (voir ci-haut).

## Adaptation
- 1975 : Five Red Herrings, mini-série de la BBC, avec Ian Carmichael dans le rôle de Lord Peter Wimsey.